# 불새 (1982년 드라마)
《불새》는 1982년 7월 24일에 방영된 TV문학관이다.

## 줄거리
조류 전문 사진작가이면서 아마추어 조류학지인 영수(민욱)는 시골 대포집에서 새를 팔러 다니는 한 노인(김인문)에게서 불새에 관한 이야기를 듣는다. 알 수 없는 이끌림에 영수가 찾아간 곳은 불새가 산다는 불 섬이다. 얼마 남지 않은 섬 주민들은 10년 만에 한 번 찾아온다는 불새를 간절히 기다리고 있었다. 영수는 반신반의하는 마음으로 불새를 기다리는데...

## 출연
- 민욱
- 김미숙
- 박혜숙
- 김인문
- 이동화
- 강민호
- 박선희
- 유순철
- 이원종
- 남해성
- 나정옥
- 장희진
- 안성호
- 박태서
- 채수영
- 홍경자
- 유재필
- 이제신
- 임성희
- 최건호